# Kazuki Someya
Kazuki Someya (født 13. oktober 1986) er en japansk fodboldspiller, som spiller for den japanske fodboldklub Azul Claro Numazu.